# Unicorn Wars
Pour plus de détails, voir Fiche technique et Distribution.
Unicorn Wars est un film d'animation franco-espagnol réalisé par Alberto Vázquez et sorti en 2022. Il s'agit d'un reboot de son court-métrage Unicorn Blood sorti en 2013.
Unicorn Wars reçoit en 2023 le prix Goya du meilleur film d'animation.

## Synopsis
Depuis longtemps, les licornes et les oursons sont en guerre : selon le Grand Livre Sacré, celui qui boira le sang de la dernière licorne recevra la beauté et l'éternité, et Dieu reviendra au Paradis. Célestin et son frère Dodu sont deux soldats du Love camp dont l'unité se prépare à entrer dans la Forêt Magique. De cette expérience découlera la guerre finale qui scellera le destin des deux espèces.

## Fiche technique
Sauf indication contraire, les informations mentionnées dans cette section peuvent être confirmées par la base de données cinématographiques IMDb,  présente dans la section « Liens externes ».
- Titre : Unicorn Wars
- Réalisation : Alberto Vázquez
- Scénario : Alberto Vázquez, d'après son court-métrage Unicorn Blood de 2013
- Animation : Khris Cembe, Pamela Poltronieri, Elsa Boyer, Chloé Roux, Léo Silly-Pelissier et Marc Lopez[Lequel ?]
- Musique : Joseba Beristain et Victor Garcia[Lequel ?][réf. nécessaire]
- Production : Chelo Loureiro, Ivan Minambres et Nicolas Schmerkin
- Société de production : Abano Producións, Uniko Estudio Creativo, Autour de minuit et Schmuby Productions
- Société de distribution : UFO et Charades
- Pays de production :  Espagne et  France
- Langue originale : espagnol
- Format : couleur — 2,35:1
- Genre : animation
- Durée : 91 minutes
- Dates de sortie :
  - France : 15 juin 2022 (Festival international du film d'animation d'Annecy) ; 28 décembre 2022 (en salles)
  - Espagne : 8 octobre 2022 (Festival international du film fantastique de Catalogne) ; 21 octobre 2022 (en salles)
- Classification :
  - France : interdit aux moins de 12 ans lors de sa sortie en salles

## Distribution

### Voix originales
- Jon Goiri
- Ramon Barea
- Maribel Legarreta
- Itxaso Quintana
- Manu Heras
- Jaione Insausti
- Kepa Cueto

### Voix françaises
- Pierre Bodson : le sergent Grocalin
- Philippe Allard : Célestin
- Philippe Résimont : le religieux et la voix sacrée
- Thierry Janssen : Dodu
- Patrick Waleffe : le colonel Otto
- Franck Dacquin : Papa
- Gauthier de Fauconval : Mignonnet
- Stéphane Oertli : Coco
- Marielle Ostrowski : Maman et Laura
- Marvin Schlick : Blackie
- David Manet : le capitaine Museau et le soldat fourrure
- Laure Nicodème : Maria, la petite souris et le mille-pattes
- Grégory Praet : Pandi
- David Macaluso : le caporal Pompon
- Guylaine Gibert : Judith, la lapine et Ana
- Simon Duprez : Sonrisas et Grimaldo
- Bernadette Mouzon : Ruth
- Alessandro Bevilacqua : les jumeaux Câlinou
- Pauline Haùgness : la copine licorne
- Célia Torrens : Carmen
- Laurent Van Wetter : le commandant Soyeux
- Esteban Beriaux-Ostrowski : Dodu enfant
- Ethan Noël : Célestin enfant

 Adaptation des dialogues : Anthony Panetto ;
 Direction artistique : David Macaluso 

## Accueil

### Accueil critique
En France, le site Allociné propose une moyenne de 3,4⁄5, fondée sur 18 critiques de presse.

## Distinctions

### Récompenses
- Goyas 2023 : Meilleur film d'animation

### Sélections
- Festival international du film d'animation d'Annecy 2022 : sélection en compétition officielle
- Festival international du film fantastique de Catalogne 2022 : sélection en compétition internationale
- Utopiales 2022 : Mention spéciale du Jury